# 帕丁頓站 (環線和漢默史密斯及城市線)
帕丁頓站（英語：Paddington tube station）是倫敦地鐵環線和漢默史密斯及城市線的車站，位於帕丁頓國鐵車站的北面，並在國鐵車站和帕丁頓運河盆地均設有入口。
值得注意的是，在倫敦地鐵地圖上，本站與另一座位於帕丁頓國鐵車站南面的同名地鐵站雖然被列為同一個站，但兩站實際上是獨立的車站。兩站間並沒有直接通道。乘客需要先穿過國鐵車站的大堂以來往兩站。
此站、另一帕丁頓地鐵站和帕丁頓國鐵車站均屬於倫敦軌道運輸第1收費區。

## 歷史

### 大都會鐵路站
本站是世界上首條地下鐵路——大都會鐵路首通段的西端總站，隨著首通段通車而於1863年1月10日啟用，當時站名是帕丁頓（主教路）站。由於鐵路隧道是以明挖回填方式於已有道路下方建造，隧道部分路段並未完全覆蓋，以作通風。另一些路段（包括本站）則設有玻璃上蓋，因此並非完全位於地下。當時車站出口位於跨越大西部鐵路路軌的主教路（今主教橋路）橋上。
大都會鐵路首通段（本站至法靈頓站）為雙軌距鐵路，可供寬軌及標準軌列車行走。最初在大都會鐵路上行走的列車是由大西部鐵路公司提供。由於大西部鐵路公司和大都會鐵路公司之間的爭執，大西部鐵路公司於1863年8月將旗下列車全數撤離大都會鐵路。大都會鐵路公司則一方面向大北方鐵路公司和倫敦及西北鐵路公司租賃標準軌列車以提供服務，另一方面建造自己的列車。
1864年5月9日，一輛由大北方鐵路公司租來的列車在東行軌道準備駛離本站時發生事故，其機車上的鍋爐爆炸，導致司機、鍋爐操作員、一位職員和一列到埗列車上的一名乘客受傷，其中兩人嚴重受傷。爆炸造成的鍋爐碎片更飛至123米遠。本站的上蓋、月台樓梯的側牆和該到埗列車均被損毀。
1864年6月13日，本站至漢默史密斯的漢默史密斯及城市鐵路通車。1865年，大都會鐵路公司開始把列車服務延伸至漢默史密斯。初時列車由本站前往漢默史密斯及城市鐵路，需要先經過約1.6公里的大西部主線，導致大西部主線的城際列車出現延誤。1871年10月30日，另一條由本站前往漢默史密斯及城市鐵路的平行鐵路通車，使大都會鐵路列車毋須再與大西部主線的列車共用路軌。
1868年10月1日，大都會鐵路公司於本站以東、埃奇韋爾路站以西約320米處增設鐵路交匯處，交匯處向西南方連接一條前往格洛斯特路站的新支線。支線穿過帕丁頓大西部鐵路站（今帕丁頓國鐵站）的南側，並於該處設站（即現時的帕丁頓站 (貝克盧線、環線和區域線)）。
1872年8月1日，大西部鐵路公司和區域鐵路公司共同運營的中環線開始服務本站。該線以沼澤門站（時稱沼澤門街站）為總站，途經本站、漢默史密斯及城市鐵路的拉蒂默路站，並於拉蒂默路站以西經聯絡線至西倫敦線，途經艾迪生路站和區域鐵路，並以市長官邸站為另一端總站。該服務隨著大都會鐵路東延而於1875年7月12日延長至主教門站（今利物浦街站）、1876年12月4日至阿爾德門。1900年7月1日，中環線服務縮短至伯爵宮站來往阿爾德門站。中環線服務於1905年1月31日結束。
1905年2月1日，艾迪生路站至本站開始運行接駁列車。1906年11月5日，該服務被每小時四班、來往艾迪生路和阿爾德門（其中一班續駛至白教堂站）的列車取代。
1933年7月1日，大都會鐵路公司被公有化，其資產轉移至政府成立的倫敦客運委員會。倫敦客運委員繼承大都會鐵路公司原有的列車服務，並改稱其為大都會線。
為了緩解區域線白教堂以東路段的擁擠情況，倫敦客運委員會於1936年將部分大都會線直通東倫敦線（漢默史密斯—新十字/新十字門）的列車服務改為直通區域線（漢默史密斯—巴金） 。自此本站開始提供前往巴金的列車服務。
1939年11月，大都會線漢默史密斯—巴金的列車服務縮短為漢默史密斯—白教堂，同時延長阿克斯橋—阿爾德門的列車服務至巴金。
二戰期間，由於西倫敦線受到轟炸而嚴重損毀，來往艾迪生路和阿爾德門的列車服務於1940年10月19日終止。
由於運作問題，倫敦客運委員會於1941年將大都會線列車服務重新改為漢默史密斯—巴金及阿克斯橋—阿爾德門。本站重新提供前往巴金的列車服務。

### 二戰後發展

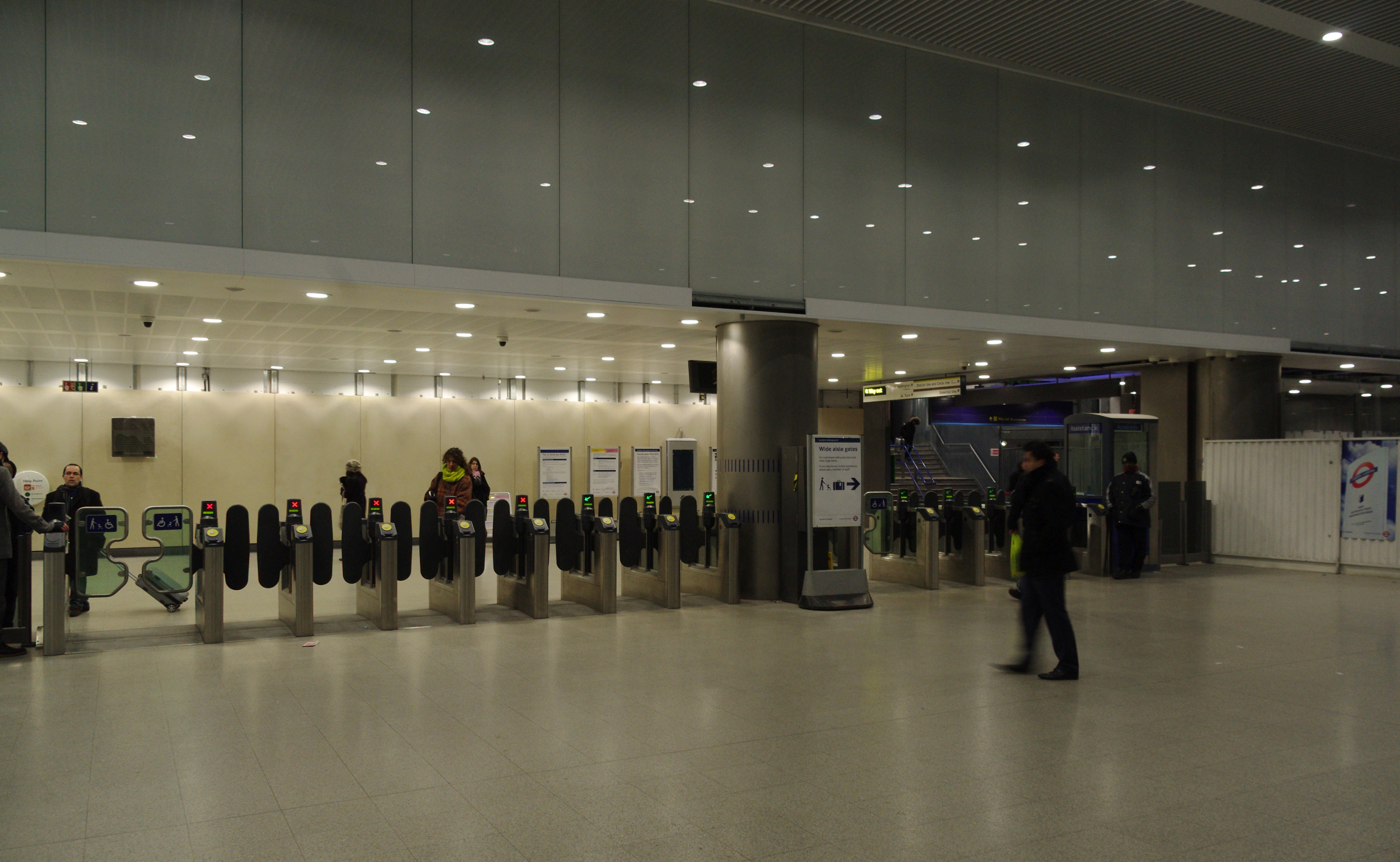
帕丁頓國鐵車站至本站的出入口

1990年7月30日，大都會線漢默史密斯至巴金的列車服務獲升格獨立成線，稱為漢默史密斯及城市線。本站亦因此成為漢默史密斯及城市線的車站。
環線列車服務自開通時就一直只服務另一帕丁頓地鐵站。為了改善環線列車班次更為規則，並讓埃奇韋爾路站至漢默史密斯一段鐵路的班次得以提升，環線於2009年12月起，改為增加服務埃奇韋爾路站至漢默史密斯一段，順時針列車走完整個環後就會以埃奇韋爾路為總站，逆時針列車則會於行走完整個環線後續駛至漢默史密斯為總站。自此環線路線類似Ꝺ形，不再是完整的環。本站因而新增環線服務。
2012年起，本站獲得重建。重建工程包括延長本站月台、改善本站與帕丁頓國鐵站的連接通道，並於帕丁頓運河盆地新增出現。工程於2013年完成
。

## 轉乘安排
由於漢默史密斯及城市線和環線在本站共軌，本站只有兩座月台，分別供東、西行列車使用。乘客可於同一月台轉乘另一線同一方向的列車。
由於本站與另一座位於帕丁頓國鐵車站南面的同名地鐵站之間沒有直接通道，如乘客需要於前往該地鐵站轉乘，必須先於本站出閘，穿過國鐵車站的大堂，再前往國鐵站下層，於該站的票務大堂入閘。
由於伊利沙伯線月台設有收費區內通道與該地鐵站的貝克盧線月台相連，乘客可於該地鐵站的大堂入閘，以前往伊利沙伯線月台。然而，由於轉乘通道較長，乘客如需由本站前往伊利沙伯線月台轉乘，在國鐵站使用該線專用出入口會較為直接。
倫敦交通局於本站設有出閘轉乘機制，使用蠔卡或其他非接觸式支付系統於指定時間內於本站與另一帕丁頓地鐵站 ／ 帕丁頓國鐵車站間轉綫，計算車資時會被視作一程車程。
如乘客使用現金支付車資，則須改於埃奇韋爾路站轉乘環線（往維多利亞方向）和區域線，或於貝克街站轉乘貝克盧線，計算車資時才會被視作一程車程。值得注意的是，該埃奇韋爾路站與貝克盧線的埃奇韋爾路站並非同一車站，彼此間亦沒有直接通道相連。

## 接駁交通
倫敦巴士46及332號途經本站以北的主教橋路。

## 列車班次
平日非繁忙時間服務本站的列車班次每小時為：

### 漢默史密斯及城市線
- 6班 西行 往漢默史密斯
- 6班 東行 往巴金

### 環線
- 6班 西行 往漢默史密斯
- 6班 東行 往埃奇韋爾路站，經阿爾德門